# Gako AB
GAKO (Gako AB), även Konsultbyrån Gako, GAKO Arkitekter AB och Gako arkitekturkontor, var ett arkitektkontor i Göteborg som ägdes av Göteborgs stad/kommun. GAKO är en förkortning för Göteborgs allmännyttiga och kooperativa företag. Bolaget startades 1957 som ett samarbetsorgan för allmännyttan och de kooperativa bostadsbolagen i Göteborg. Innan GAKO skapades hade det funnits gemensamt utredningsarbete som bedrivits informellt. Ett arkitektkontor och en VVS-avdelning skapades och det fanns avdelningar för utredningar rörande teknik och ekonomi, inköp, distribution och trafik.
Kontoret ritade ett stort antal byggnader under främst 1960- och 1970-talet i Göteborg. GAKO kontorshus byggdes 1967–1968 och är ett exempel på medveten gestaltad färgbehandling. Gakos kontor låg på Sankt Sigfridsgatan 85 i ett hus som delades med Göteborgs allmänna skolstyrelse. Huset ritades av GAKO-arkitekterna Lars Ågren och Ragnar Hjertén. GAKO:s våningsplan i huset återspeglade i sin utformning företagets idé om jämlikhet och ett lekfullt sinne i arkitekturen.
Lars Ågren på Gako ritade bland annat de så kallade Stjärnhusen mellan Lergöksgatan (kvarteret Cylinderhatten) i Västra Frölunda. I Ruddalen i Västra Frölunda skapade Gako även områdets främsta landmärke, "Lösgommarna", tio punkthus i konkav form och med rödtonad färg. Gako ritade även det lokala köpcentrat Althallen 1962.